# سیاستمدار مستقل
سیاستمدار مستقل، غیرحزبی یا غیروابسته، به سیاستمداری گفته می‌شود که به هیچ جناح، حزب، جریان و گروه سیاسی خاصی وابستگی ندارد. یک سیاستمدار مستقل ممکن است تفکرات همسویی با یک یا چند جریان سیاسی پویا داشته باشد اما هیچ رابطه آشکار و پنهانی با آن‌ها ندارد.
محققان دانشگاهی و روزنامه‌نگاران حرفه‌ای که در زمینه‌های سیاسی تحقیق می‌کنند یا مقاله می‌نویسند، اصولاً سیاستمدار، محسوب نمی‌شوند و صرفاً زمانی که نظر شخصی (و نه نتیجه تحقیقات) خود را بیان می‌کنند، این عمل جنبه‌ای از کنشگری خواهد داشت.